# جيمس هوتشكيس روجرز
جيمس هوتشكيس روجرز (بالإنجليزية: James Hotchkiss Rogers)‏ هو صحفي وملحن أمريكي، ولد في 7 فبراير 1857 في Fair Haven, New Haven ‏ في الولايات المتحدة، وتوفي في 28 نوفمبر 1940 في باسادينا في الولايات المتحدة.

## وصلات خارجية
- جيمس هوتشكيس روجرز على موقع ميوزك برينز (الإنجليزية)